# علي بن جاسم آل ثاني
علي بن جاسم آل ثاني سياسي ودبلوماسي قطري، والسفير الحالي لدولة قطر لدى فرنسا، ولد في الدوحة بتاريخ 1-1-1969م بدأ حياته السياسية باكراً بإلتحاقه بالعمل ف وزارة الخارجية بعد أن أنهى دراسته الجامعية في الولايات المتحدة الأمريكية عام 2000م، أسس أول جمعية صداقة بين دول الخليج، اكتسب خبرات متراكمة من خلال مشاركته لفترة طويلة في البعثات الدبلوماسية وتقلد عدد من المناصب الهامة فعمل كسكرتير أول في السفارة القطرية في واشنطن ومثل دولة قطر في عدة قمم ومؤتمرات دولية منها الأوبيك، ومنظمة حلف شمال الأطلسي، ومنظمة الدول الأمريكية وتسلم منصب سفيرا لكل من بلجيكا ودوقية لوكسمبورغ والنمسا.

## المؤهلات العلمية
- ليسانس في إدارة الأعمال – جامعة أريزونا – الولايات المتحدة الأمريكية عام 1995م
- تخصّص مزدوج في العلوم السياسية – جامعة أريزونا – الولايات المتحدة الأمريكية.
- ماجستير في العلاقات الدولية - الجامعة الأمريكية – واشنطن العاصمة، الولايات المتحدة الأمريكية عام 2000م.

### اللغات
العربية (اللغة الام)، الإنجليزية (لغة ثانية)

## الخبرات المهنية
- سكرتير ثالث في إدارة الشؤون الأمريكية والأوروبية في وزارة الخارجية القطرية في الدوحة، خلال الفترة 1996-2006م
- سكرتير ثالث، سكرتير ثاني ثم سكرتير أول في سفارة دولة قطر في واشنطن العاصمة، معتمدة لدى وزارة الخارجية الأمريكية منذ العام 2007 وحتى عام 2012م.
- مؤسس أول مجموعة صداقة لبلدان الخليج لدى البرلمان الأوروبي أكتوبر 2012م.
- رئيس بعثة دولة قطر لدى الاتحاد الأوروبي، وسفير (غير مقيم) لدولة قطر لدى دوقية لوكسمبورغ الكبرى للفترة 2012-2017م.
- سفير دولة قطر لدى مملكة بلجيكا خلال الفترة 2013-2017م.
- عميد السلك الدبلوماسي العربي – الجامعة العربية، بروكسل، بلجيكا منذ العام 2015 ولغاية عام 2017م.
- أول سفير لدولة قطر يُعتمد لدى منظمة حلف شمال الأطلسي عام 2018م.
- سفير مفوض فوق العادة لدولة قطر لدى كل من جمهورية النمسا وسلوفينيا وسلوفاكيا والممثل الدائم لدى مكتب الأمم المتحدة والمنظمات الدولية المعتمدة في فيينا للفترة 2017-2018م.[2]
- سفير مفوض فوق العادة لدولة قطر لدى الجمهورية الفرنسية منذ العام 2018م، وما زال.[3]

### الأنشطة والجوائز
- المنسق الرئيسي لمنتدى المستقبل السابع – الدوحة، قطر 2011م.
- المنسق الرئيسي لمؤتمر الديمقراطية الأمريكي القطري 2007م.
- وسام التاج برتبة صليب أكبر: تسلّمه من جلالة الملك فيليب، ملك بلجيكاعام 2017م.
- وسام الاستحقاق برتبة قائد من دوقية لوكسمبورغ الكبرى: تسلّمه من صاحب السمو الملكي الدوق هنري، دوق لوكسمبورغ عام 2016م.